# Breña Alta

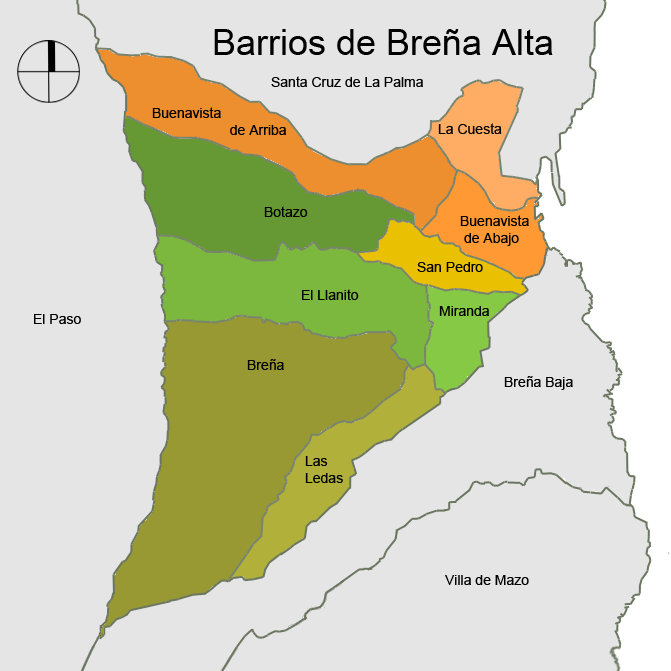
Les quartiers/villages de Breña Alta

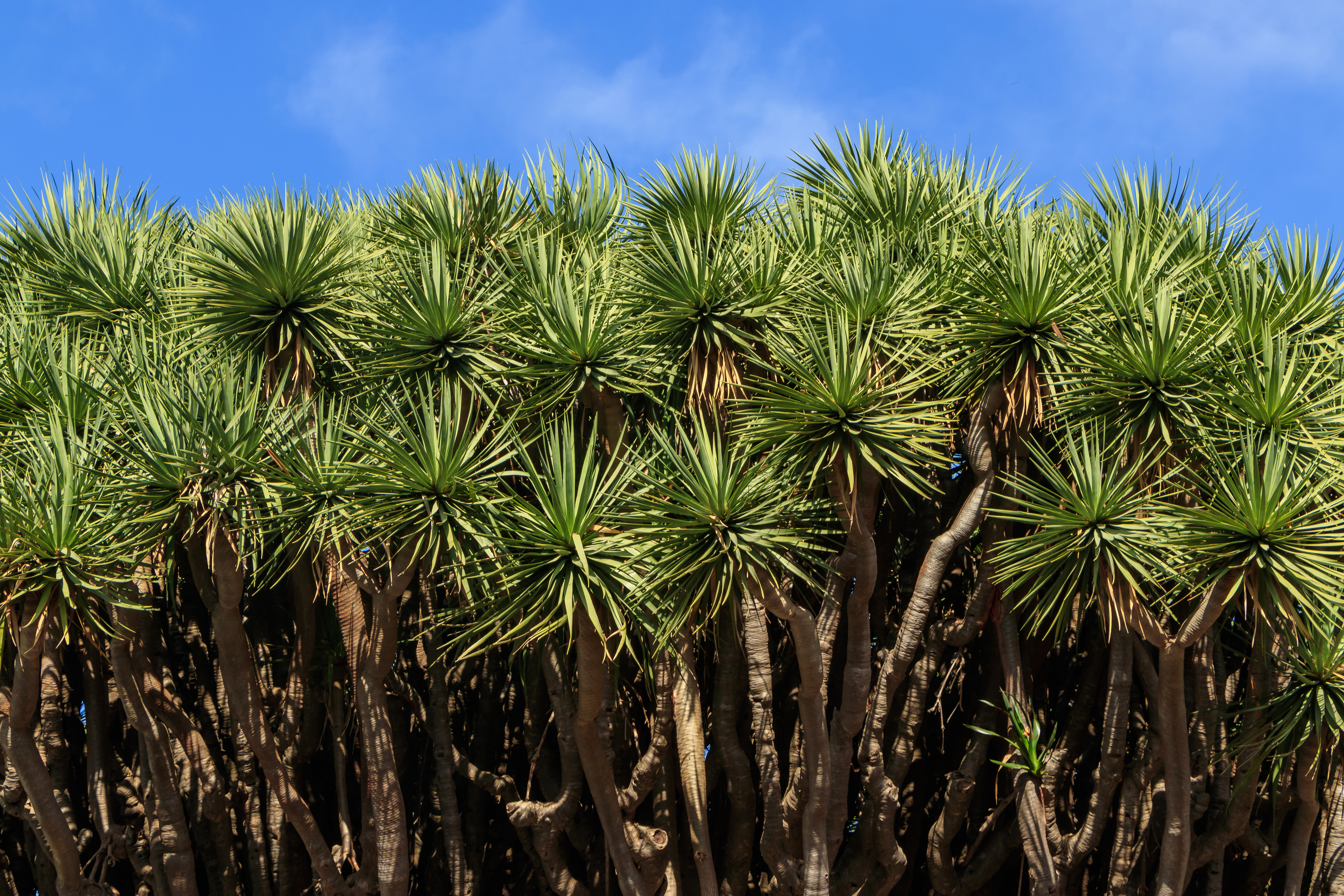
à Breña Alta, forêt de Los dragos gemelos (Les dragons jumeaux), d'après une légende locale. Mars 2019.

Breña Alta est une commune de la province de Santa Cruz de Tenerife dans la communauté autonome des Îles Canaries en Espagne. Elle est située dans l'est de l'île de La Palma.

## Géographie

### Localisation

Localisation de l'île de La Palma dans les Îles Canaries.
Localisation de Breña Alta dans l'île de La Palma.

|         | Santa Cruz de la Palma |                  |
| El Paso | Breña Alta             | Océan Atlantique |
|         | Breña Baja             |                  |

### Villages de la commune
- San Pedro de Breña Alta (2 650)
- El Llanito (715)
- Miranda (731)
- La Cuesta (662)
- Buenavista de Arriba (572)
- Breña (496)
- Buenavista de Abajo (531)
- Las Ledas (440)
- Botazo (387)

Entre parenthèses figure le nombre d'habitants de chaque village en 2007.

## Démographie
| Année | Population | Densité         |
| ----- | ---------- | --------------- |
| 1991  | 5 432      |                 |
| 1996  | 5 816      |                 |
| 2001  | 6 091      |                 |
| 2002  | 6 396      |                 |
| 2003  | 6 665      |                 |
| 2004  | 6 847      | 222,16 hab./km² |
| 2005  | 7 039      | 228,39 hab./km² |
| 2006  | 7 158      | 232,25 hab./km² |
| 2007  | 7 184      | 233,1 hab./km²  |
| 2009  | 7 337      | 238,06 hab./km² |